# عبد الله الزينبي
عبد الله الزينبي أمير عباسي، شغل مناصب عدة، وولي مصر للخليفة هارون الرشيد سنة 189 هـ. وكان عبد الله معروفًا باسم «الزينبي» أو «عبد الله بن زينب» لأجل والدته زينب ابنة سليمان بن علي. وهو أول من عرف بهذا اللقب من الزينبيين، ومن ذريته كان أبناء البيت الزينبي العباسي.

## نسبه
عبد الله بن محمد بن إبراهيم الإمام بن محمد الكامل بن علي السجاد بن عبد الله بن العباس بن عبد المطلب.

## حياته السياسية
ولي عبد الله العديد من الولايات، ففي عهد المهدي ولي اليمن، وفي عهد هارون الرشيد ولى مكة مرة أو مرتين، وربما ولي المدينة المنورة. كما عُرف عن عبد الله إمامة لصلاة جنازة مالك بن أنس عام 179 هـ.
في عام 189 هـ ولَّاه الرشيد إمرة مصر عَلَى صلاتها بعد عزل أحمد بن إسماعيل، فاستخلف عليها لَهِيعة بْن عِيسى الحَضْرَميّ إلى يوم السبت منتصف شوال سنة 189 هـ، فقدِمها عبد الله بْن محمد فجعل عَلَى شُرَطه أحمد بْن حُوَيّ العُذريّ، ثمَّ عزله فولَّى محمد بْن عَسَّامة بْن عمرو، ولم تطل مدة عبد الله المذكور على إمرة مصر وعزل بالحسين بن جميل لإحدى عشرة بقيت من شعبان سنة 190 هـ، فخرج عَنْهَا واستخلف عليها هشام بْن عبد الله بْن عبد الرحمن بْن مُعاوية بْن حُدَيج، فكانت مدة ولايته على مصر ثمانية أشهر وتسعة عشر يومًا.
ثم عاد إلى بغداد، فأقره الرشيد من جملة قواده، وأرسله على جماعة نجدة لعلي بن عيسى بن ماهان لقتال رافع بن الليث الكناني، وكان رافع ظهر بما وراء النهر مخالفًا للرشيد بسمرقند. ولما عاد عبد الله بن محمد إلى الرشيد سأله في إمرة مصر ثانيًا فأبى واستمر عند الرشيد إلى أن مات.